# Rybňany (zámek)
Rybňany jsou zámek ve stejnojmenné vesnici u Zálužic v okrese Louny. Byl postaven na počátku devatenáctého století, ale dochovaná podoba pochází z doby po požáru a úpravy ve švýcarském stylu roku 1905. Od roku 1964 je chráněn jako kulturní památka.

## Historie
První písemná zmínka o vesnici pochází z roku 1405, kdy patřila městu Žatec. Později zde žili drobní šlechtici. Tvrz jako panské sídlo je poprvé uvedena až v roce 1533 za Jana z Vejkrštorfu. V roce 1570 tvrz získal Bohuslav Felix Hasištejnský z Lobkovic. Později k ní koupil i zbytek vesnice a celek připojil k líčkovskému panství. V té době tvrz zanikla. V roce 1804 se majitelem hospodářského dvora stal Jakub Devechi, který nechal na místě tvrze postavit barokní zámek. Stál na půdorysu původní tvrze a podle rytiny z roku 1835 měl dvě patra. V létě roku 1902 zámek vyhořel. Shořely i sbírky místních krojů, nábytku a bronzových předmětů získaných vykopávkami u Nového Sedla. V té době zámek patřil žateckému továrníkovi Václavu Brugstallerovi. Jeho dědička, Josefina Burgstallerová, potom zámek nechala do roku 1905 přestavět ve švýcarském stylu. Po roce 1945 zámecký dvůr patřil Výzkumnému ústavu chmelařskému v Žatci.